# 武庫川団地前駅
武庫川団地前駅（むこがわだんちまええき）は、兵庫県西宮市上田東町にある阪神電気鉄道武庫川線の駅である。駅番号はHS 51。同線の終着駅。

## 歴史

### 年表
- 1984年（昭和59年）4月3日：武庫川線延伸により開業[2]。延伸費用21億円は住宅・都市整備公団が全額負担[3]。
当初は高須地区（武庫川団地内）に小学校を4校建設することを条件に国が延伸費用を負担する予定であったが、結果的に高須南[注 1]、高須東[注 1]、高須西の3校のみが建設されることとなったため、国から延伸費用が負担されることはなくなった。
阪神電気鉄道は当路線を武庫川団地内の高須西小学校付近まで延伸したい意向であったが、上記の都合により最終的には武庫川団地北側の手前に駅を設置することで落ち着いている[注 2]。
- 1995年（平成7年）
  - 1月17日：阪神・淡路大震災の影響により武庫川線が不通になる[4]。
  - 1月26日：武庫川線運転再開により営業再開[5]。
- 2014年（平成26年）4月1日：駅番号導入[6][7]。

### 付記
- 1943年（昭和18年）11月21日に武庫川駅 - 洲先駅間が開業した際の洲先駅がほぼこの武庫川団地前駅の位置に相当する。洲先駅は1948年の運転再開時に現在に近い位置に移転したが、旧ホーム跡は長らく残されていた。
- 開業後ほどなくして未成線であった今津出屋敷線と結ぶべく、洲先駅先より尼崎市内に位置する前大浜までの間が戦時中に建設され、旧ホーム跡より武庫川土手を上る築堤や、武庫川に架橋するための橋脚が設置されたがすぐに終戦を迎え、建設目的を逸したため建設は中断。築堤と橋脚は長らく放置されたが、築堤は後述する武庫川車両工業の工場建設のために、橋脚は1990年前後まで残されていた。
- 昭和30年代には、隣接して武庫川車両工業の工場が立地するようになった。同工場は阪神の電車を製造していて、新車は同工場から武庫川線経由で阪神本線に搬入されていた。のちに同工場が市内の鳴尾浜に移転したため、旧ホーム跡を含む留置線は撤去され、更地となっていた。
- ようやく、1984年に旧線路敷を復活する形で武庫川団地前駅まで延伸することになったが、それまで旧線路敷には三線軌条が工場跡の更地（旧洲先駅ホーム跡）まで残されていた。

## 駅構造
相対式ホーム2面2線を持つ地上駅だが、実際には改札口のある東側ホームのみの片面1面1線しか使用されていない。使用されていない西側のホームは施錠されており、立ち入ることができず、当該線路の場内・出発信号機も設置されていない。ただし電化はされており、どちらのホームも列車の使用が可能な状態にはある。通常使用されている線路はシンプルカテナリ、使用されていない線路はコンパウンドカテナリの架線が使用されている。
自動券売機、自動改札機、自動精算機を備えているが、終日無人駅である。
発着する電車はすべて武庫川行きである。

### のりば
| ホーム | 路線       | 行先               |
| ------ | ---------- | ------------------ |
| 東側   | ■武庫川線  | 東鳴尾・武庫川方面 |
| 西側   | （未使用） | （未使用）         |

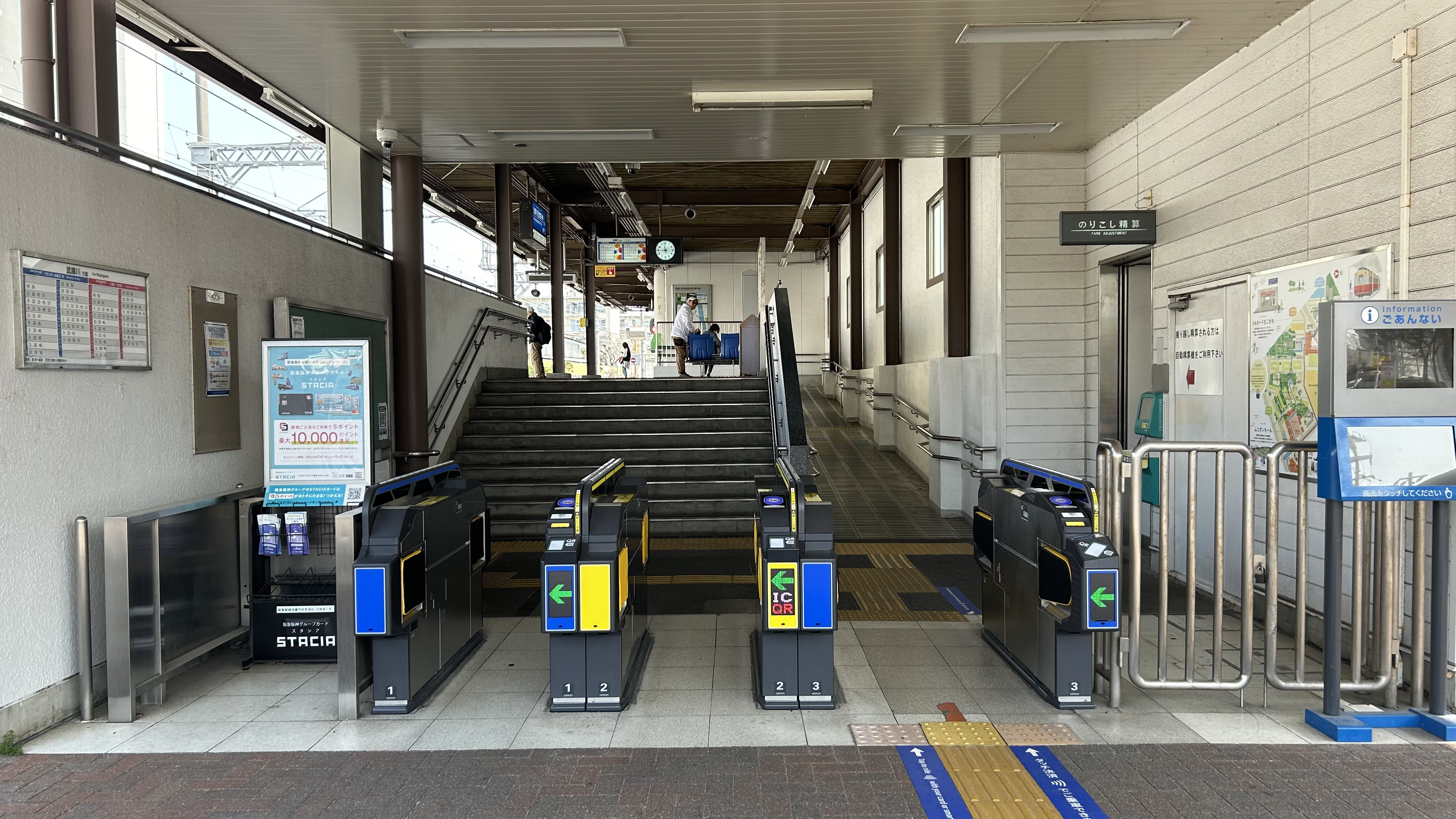
改札口
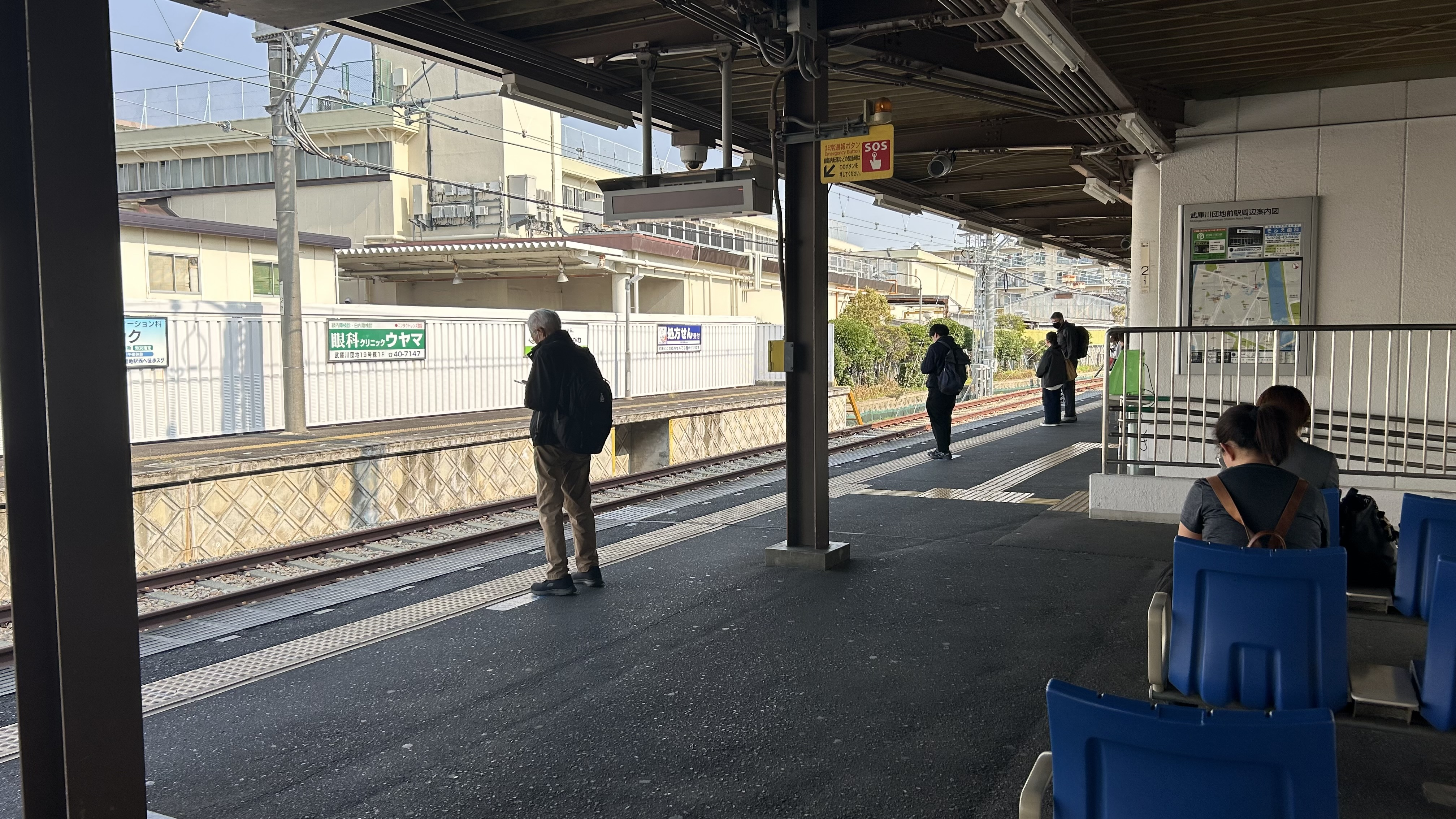
ホーム
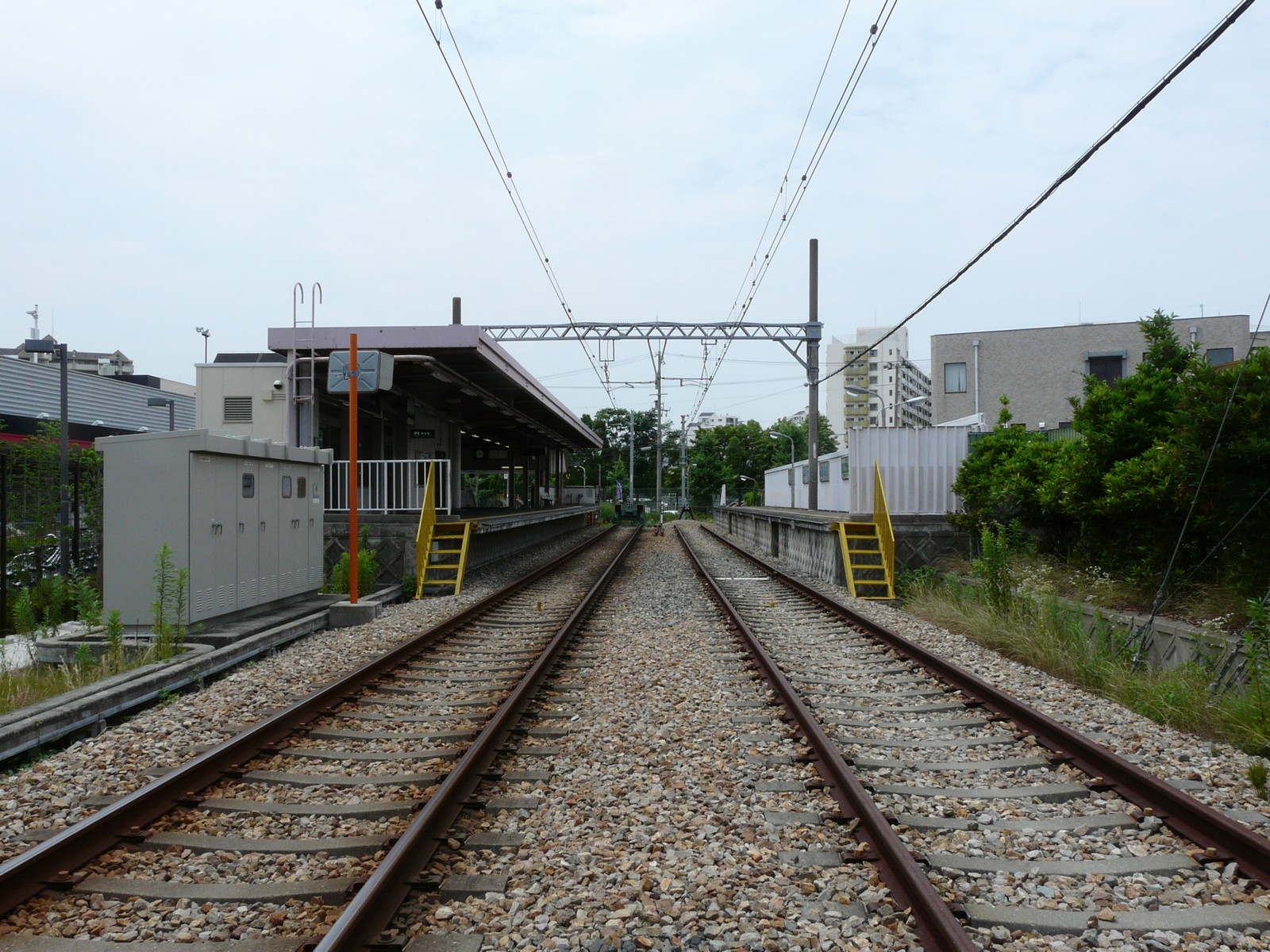
線路側から見たホーム
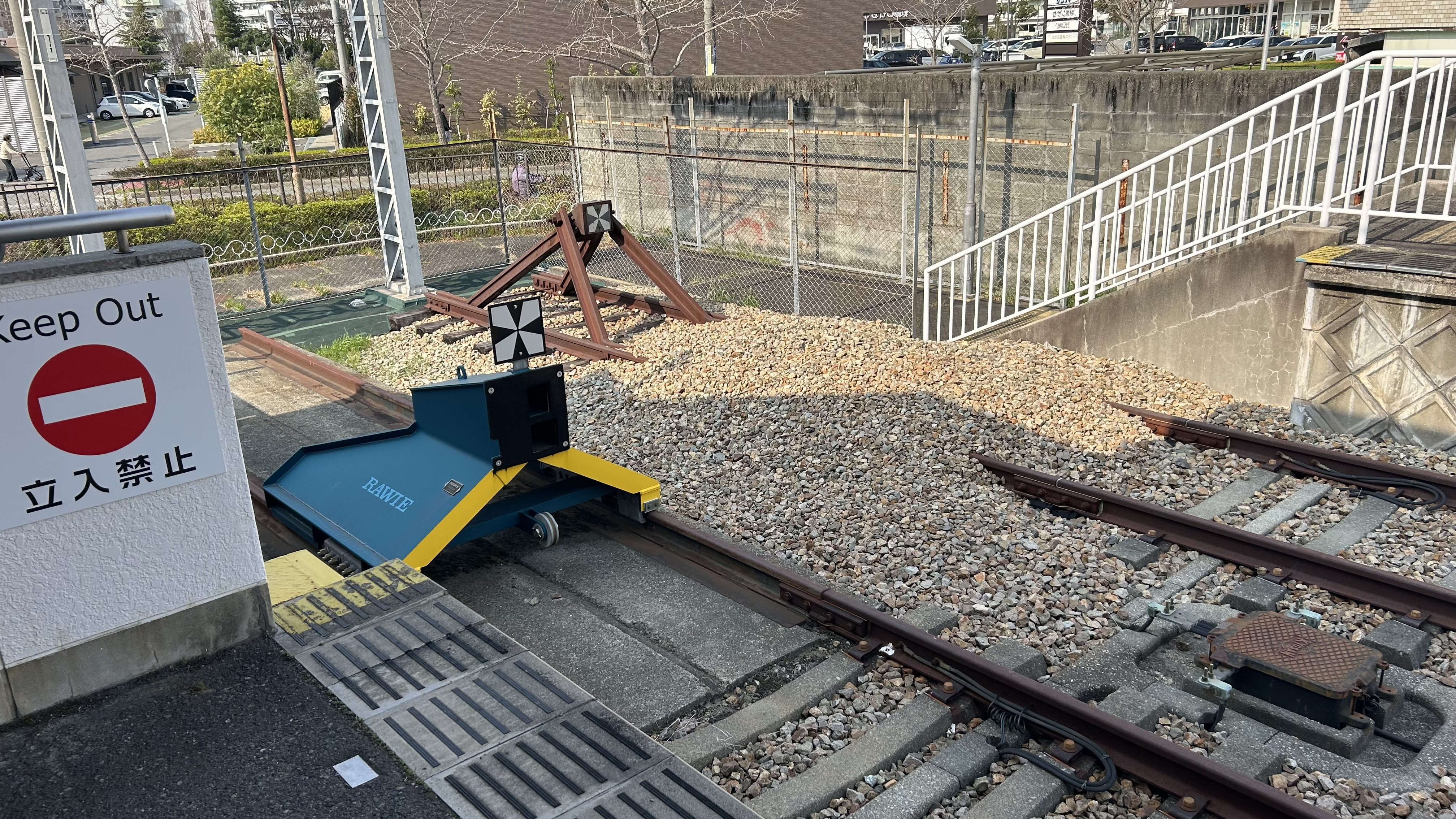
車止め
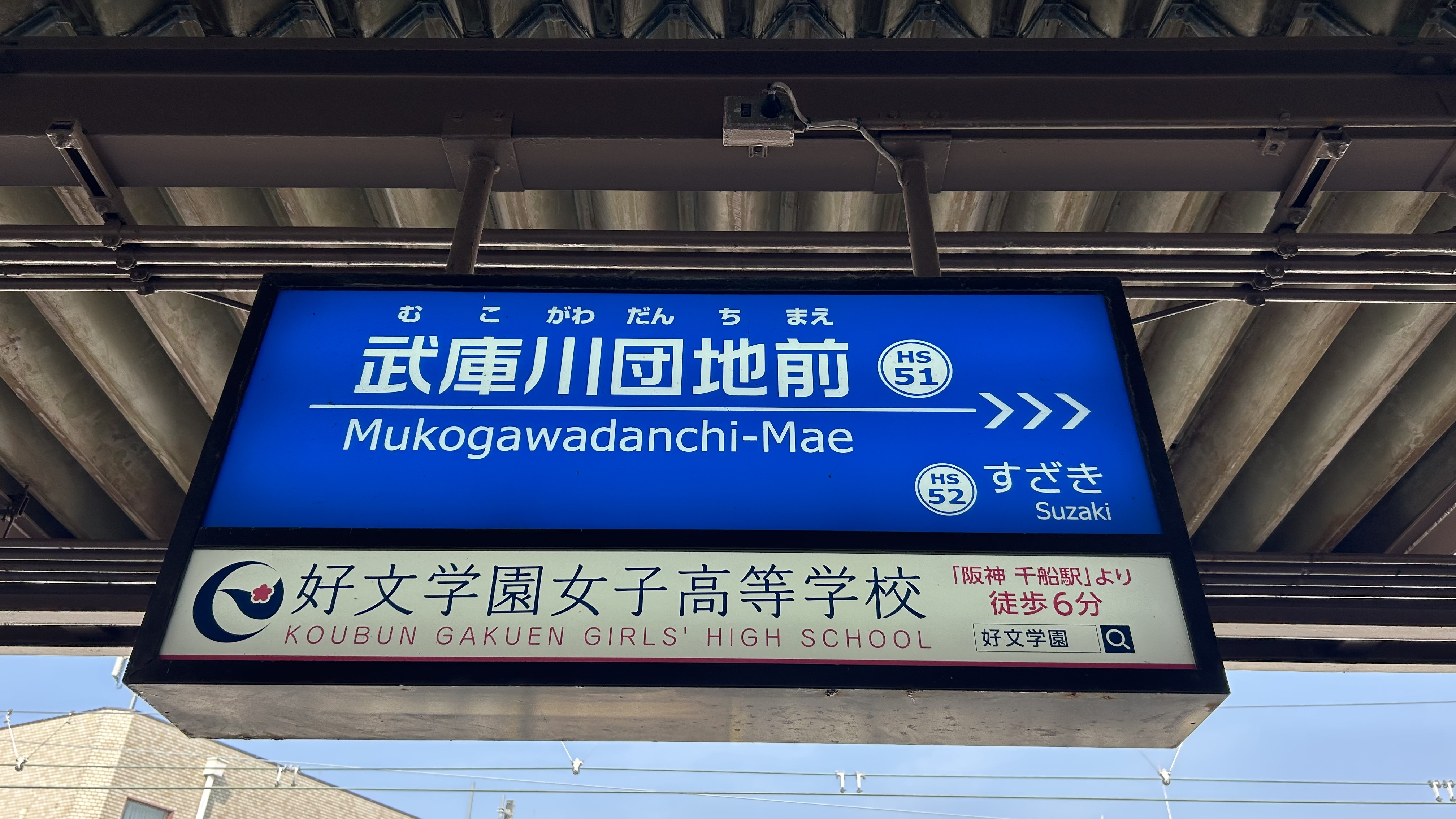
駅名標
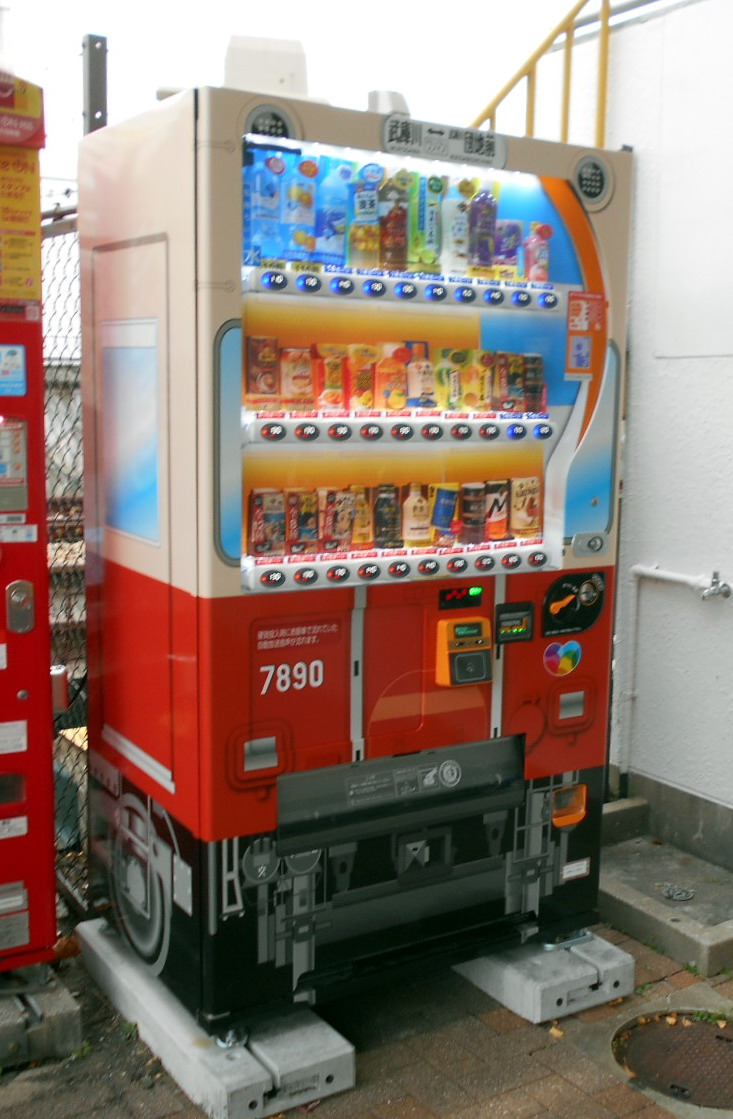
駅前にある赤胴車を模した自販機

## 利用状況
2023年11月の1日平均乗降人員は7,453人であり、阪神電気鉄道の駅では伝法駅に次いで第38位。
また、2022年（令和4年）の1日平均乗車人員は3,512人である。

## 駅周辺
武庫川団地・鳴尾浜（流通団地）の最寄り駅である。
- メルカードむこがわ （自転車の車止めとして、阪神電車で使用されていた自動改札機が設置されている）
- ムコダンモール - 西宮市立高須東小学校跡地に作られた阪急阪神不動産のショッピングセンター
- 阪神7890号車の静態保存車のコミュニティースペース（都市再生機構武庫川団地内）
- 西宮市立高須公民館
  - 西宮市役所鳴尾支所高須分室
- 西宮市立中央図書館高須分室
- 西宮市立鳴尾南中学校
- 西宮市立高須小学校
- 西宮高須郵便局
- 西宮高須南郵便局

以下の施設は当駅から距離があり、徒歩で約15分程度。甲子園駅からの路線バスでもアクセスできる。
- 鳴尾浜臨海公園
- 兵庫県立総合体育館
- 兵庫県立西宮南高等学校
- 武庫川女子大学総合スタジアム

### バス路線
阪神バス
駅前に「武庫川団地駅前」停留所がある（停留所名は「武庫川団地前駅」でも「武庫川団地前駅前」でもない）。高須東線の末端部ループの一方通行区間内にあり、全てのバスが武庫川団地および高須東エリア内を過ぎてから当停留所を経由して阪神甲子園方面へ向かうため、武庫川線から乗り換える意味はほぼない。武庫川団地および高須東エリアへアクセスするのであれば、当駅から徒歩よりも、甲子園駅からバスに乗車する方が本数も多い上、武庫川線と本線の乗換駅である武庫川駅が特急（直通特急含む）が通過するのに対し、バスだと特急（平日朝の上りの直通特急を除く）停車駅の甲子園駅に行くため利便性が高く利用客はそちらに流れる。これが武庫川線が複線化されない理由の一つになっている。
高須東線 阪神甲子園・JR甲子園口方面行き（曜日・時間により経由地に相違あり。JR甲子園口行きの中は阪神甲子園を経由しない便もある）

## 隣の駅
阪神電気鉄道
武庫川線
洲先駅 (HS 52) - 武庫川団地前駅 (HS 51)